# Ausztria nemzeti parkjai
Ausztria nemzeti parkjainak listája

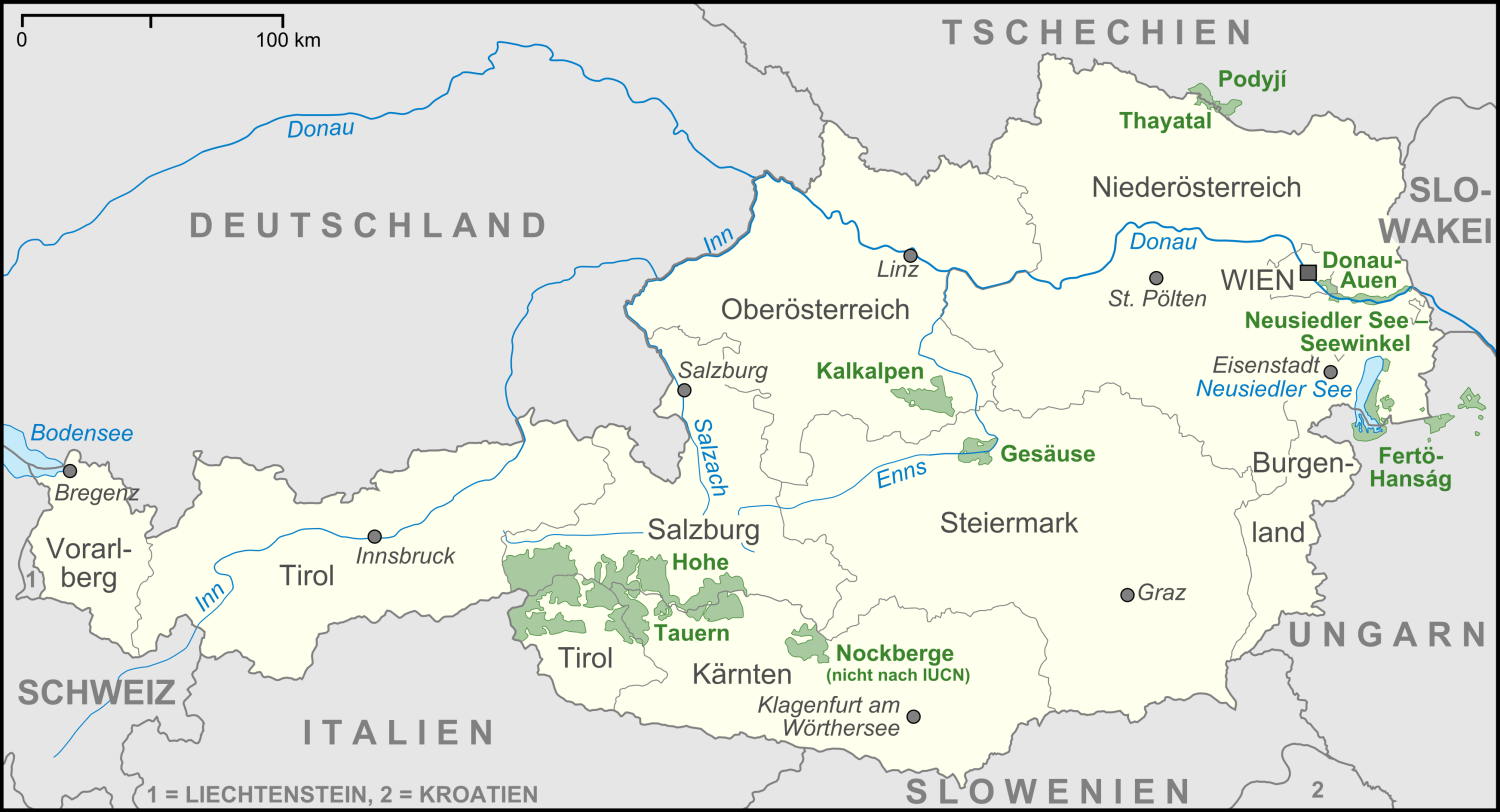
Ausztria nemzeti parkjai

A hat nemzeti park közül három védi az osztrák alpesi területeket, és három vizes területet fed le. A legnagyobb park kimagaslóan a Magas-Tauern, ez Közép-Európa legnagyobb nemzeti parkja.
| Név                      | Kép | Elhelyezkedés                                                                                               | Alapítás                                     | Terület  | Leírás |
| ------------------------ | --- | --- | -------------------------------------------- | -------- | --- |
| Magas-Tauern             |     | Salzburg, Tirol, Karintia é. sz. 47,066667°, k. h. 12,666667°47.066667°N 12.666667°EHohe Tauern             | 1981 (Karintia) 1984 (Salzburg) 1992 (Tirol) | 1856 km2 | Legnagyobb része a névadó Magas-Tauern magashegység. A fiatal lánchegységben a hegyoldalak meredekek, a mélyen bevágódó völgyek zuhatagosak, sok vízeséssel. |
| Neusiedler See–Seewinkel |     | Burgenland é. sz. 47,817778°, k. h. 16,748611°47.817778°N 16.748611°ENational Park Neusiedler See–Seewinkel | 1993                                         | 97 km2   | A Neusiedl-tó (Fertő) partján fekszik. A szomszédos magyar Fertő-Hanság Nemzeti Parkkal közösen a Fertő / Neusiedlersee Kulturális Tájkép, 2001 óta pedig az UNESCO világörökség része. |
| Donau-Auen               |     | Alsó-Ausztria, Bécs é. sz. 48,183333°, k. h. 16,716667°48.183333°N 16.716667°EDanube-Auen National Park     | 1996                                         | 93 km2   | A Duna mentén Bécstől a szlovák határig, a Morva folyó torkolatáig terül el, ahol a Dunajské luhy Védett Tájvédelmi Terület szomszédságában fekszik. Mindkettő a Ramsari Egyezmény nemzetközi jelentőségű vizes élőhelye. A 38 km hosszúságú nemzeti park a Közép-Európa egyik legnagyobb, érintetlen árterületére terjed ki, melyet az EuroVelo 6 hosszú távú kerékpárút keresztez. |
| Kalkalpen                |     | Felső-Ausztria é. sz. 47,790000°, k. h. 14,373611°47.790000°N 14.373611°ENationalpark Kalkalpen             | 1997                                         | 208 km2  | A stájer határ mellett, területéhez a Sengsengebirge (alpesi élőhelyek) és a Reichraminger Hintergebirge (Ausztria legnagyobb összefüggő erdőterülete és a Keleti-Alpok leghosszabb patakrendszere) tartozik. |
| Thayatal                 |     | Alsó-Ausztria é. sz. 48,85°, k. h. 15,90°48.850000°N 15.900000°ENationalpark Thayatal                       | 2000                                         | 13 km2   | Ausztria északi részén található. A védett terület egy része Csehországban fekszik, Podyjí Nemzeti Park néven. |
| Gesäuse                  |     | Stájerország é. sz. 47,592222°, k. h. 14,648889°47.592222°N 14.648889°ENationalpark Gesäuse                 | 2002                                         | 111 km2  | Stájerország északi részén található, az Enns folyó völgyében. |

Korábbi nemzeti park:
| Név          | Kép | Elhelyezkedés                                                                             | Alapítás | Terület | Leírás                                                                                         |
| ------------ | --- | ----------------------------------------------------------------------------------------- | -------- | ------- | ---------------------------------------------------------------------------------------------- |
| Nock-hegység |     | Karintia é. sz. 46,883333°, k. h. 13,666667°46.883333°N 13.666667°ENationalpark Nockberge | 1987     | 184 km2 | A Gurktal-Alpok legnyugatibb és legmagasabb hegyvonulata. Védett tájként bioszféra-rezervátum. |

## Fordítás
- Ez a szócikk részben vagy egészben  a   National parks of Austria című angol Wikipédia-szócikk fordításán alapul.  Az eredeti cikk szerkesztőit annak laptörténete sorolja fel. Ez a jelzés csupán a megfogalmazás eredetét és a szerzői jogokat jelzi, nem szolgál a cikkben szereplő információk forrásmegjelöléseként.